# Síbská smlouva
Síbská smlouva byla dohoda dosažená v roce 1920 mezi maskatským sultánem Tajmúrem bin Fajsalem a ománským imámem. Znamenala autonomii pro Ománský imamát ve vnitrozemí soustátí Maskatu a Ománu, zatímco si Maskatský sultanát ponechal svrchovanost nad zbytkem země. Smlouva byla pojmenována po pobřežním městě Síb.
Smlouvě předcházely aktivity Salima bin Rašída al-Charusiho, který se snažil podnítit protimaskatské povstání mezi konzervativními ibadíjovskými sektami v horských vnitrozemních oblastech Ománu a vyhlásit islámský Ománský imamát. Za pomoci Britského impéria vešla smlouva v platnost roku 1920. Hlavním městem imamátu se stalo město Nazvá.
Vztahy mezi Maskatem a Ománem byly poměrně klidné až do roku 1954, kdy propuklo povstání vznícené imámem Ghalibem bin Alím. Jednalo se o reakci na snahy sultána Saída bin Tajmúra rozšířit svůj vliv do vnitrozemí. Sultán porušil Síbskou smlouvu a donutil imáma uprchnout do exilu v Saúdské Arábii.